# Gewöhnlicher Badeschwamm
Der Gewöhnliche Badeschwamm (Spongia officinalis, Synonym: Euspongia officinalis), die bekannteste Art der Schwämme, gehört zur Familie Spongiidae in der Ordnung der Hornschwämme und darin zur Gattung Spongia, die noch ca. 70 weitere Arten umfasst. Er kommt im Mittelmeer, Atlantischen und Indischen Ozean vor.

## Merkmale

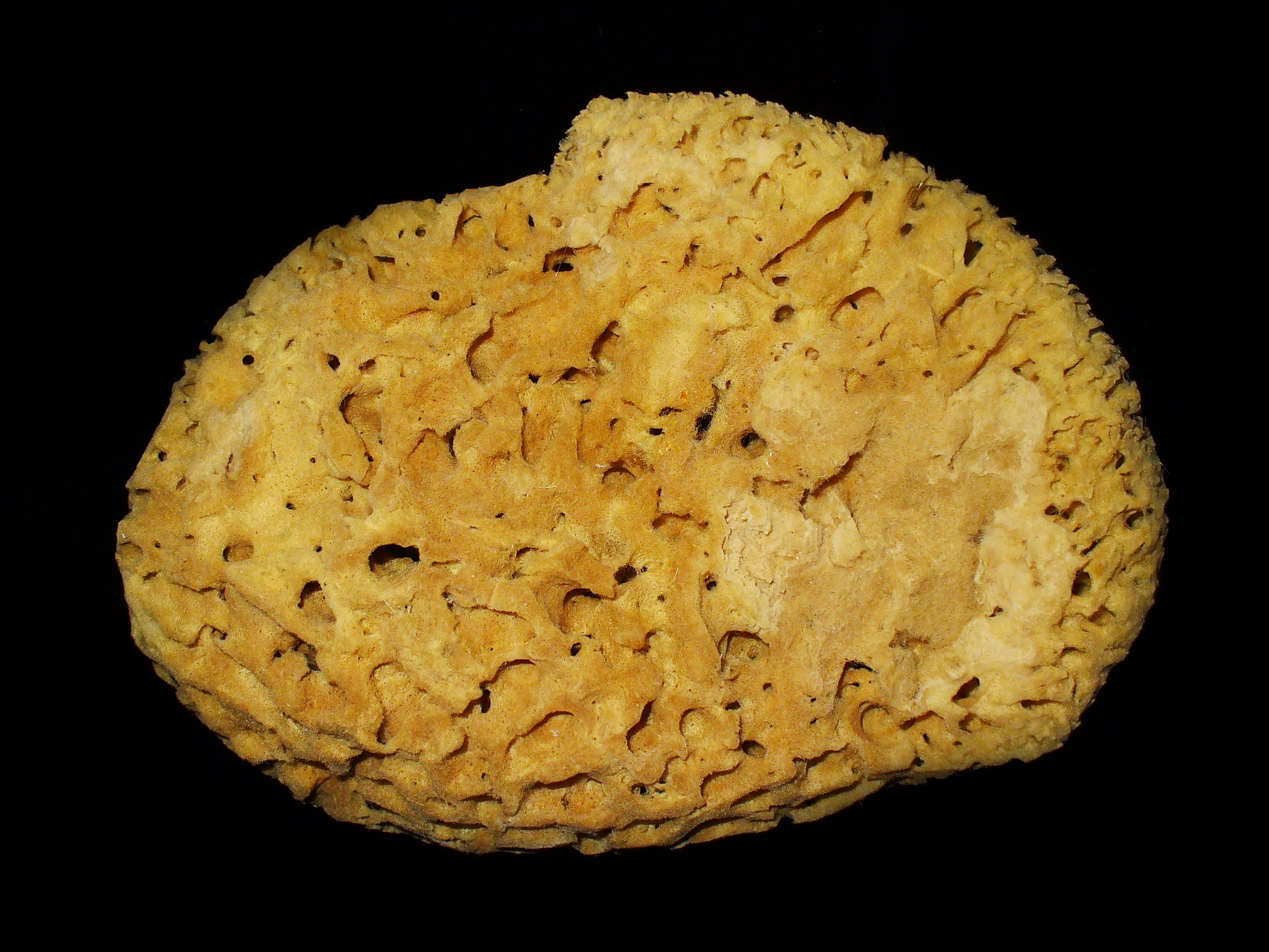
Spongia officinalis

Der Gewöhnliche Badeschwamm kommt in unterschiedlichen Formen, wobei runde überwiegen, in Tiefen zwischen 0,5 und 40 Metern vor. Die Färbung des Tieres variiert je nach Tiefe von gelblichweiß bis schwarz, liegt jedoch meist zwischen dunkelgrau und dunkelbraun; das Innere ist weiß. Bei der Unterart (oder Form) S. o. adriatica sind die Ausströmöffnungen oft erhöht.

## Nutzung
Wie der Name sagt, wird der Gewöhnliche Badeschwamm (oft kurz Schwamm genannt, lateinisch Spongia; in der Zoologie Spongia officinalis) zu Badeschwämmen verarbeitet. Früher wurde in der Heilkunde das pulverisierte Skelett des Badeschwammes (genannt Kropfschwamm) gegen den Kropf eingesetzt.

## Unterhaltung
In der US-amerikanischen Zeichentrickserie SpongeBob Schwammkopf ist ein Hornschwamm die Hauptperson in einem Sammelsurium von vermenschlichten Unterwasserwesen und ihrer Abenteuer.